# Stadion am Böllenfalltor
El Merck-Stadion am Böllenfalltor se ubica en la ciudad de Darmstadt, en el estado federado de Hesse, Alemania. Su equipo titular es el SV Darmstadt 98, club que actualmente juega en la Bundesliga.

## Historia

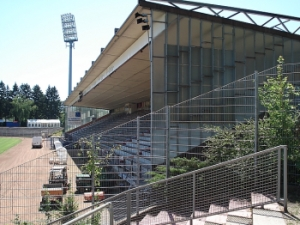
Vista lateral de la tribuna principal.

La historia del estadio comienza con la fusión de los dos clubes de Darmstadt, el FK Olympia y el SC 05 en 1919. Por primera vez, con el deseo de crear sus propias instalaciones para albergar grandes deportes. Esta preocupación se cumplió dos años más tarde, cuando el estadio con una capacidad de 8000 se inauguró en 1921 con una semana dura. El primer partido fue ganado por el SV 98 contra el West Masters Freiburger FC con un resultado de 4 : 1.
El estadio está nombrado Böllenfalltor por álamos, el llamado Bollen que crecieron en los días de la Gran Ducal Darmstadt en este punto. El resto del nombre se deriva de una puerta de la ciudad, que se encuentra en las inmediaciones del estadio hoy. Incluso hoy en día adornan una variedad de álamos el extremo norte del estadio. Estos no se pueden hacer por orden del consejo de la ciudad a partir de 1920, ya que la Asociación se hizo cargo del patrocinio de los árboles.
Después de la Segunda Guerra Mundial, las tropas estadounidenses tomaron el estadio y lo usaron como una cancha de béisbol. En 1950 el club fue capaz de darse de baja en Böllenfalltor sus juegos de nuevo. En el juego de la liga, el más alto en ese momento de la Liga Mayor, se encontró que el estadio tuvo que ser adaptado a las condiciones actuales. Entre 1950 y 1952, por lo tanto, diversas obras de renovación se llevaron a cabo bajo la dirección de Peter Grund. De los escombros de guerra se construyeron nuevas gradas de espectadores. En la inauguración, en 1952, finalmente pudo encontrar espacio de 25 000 espectadores. El primer partido en el estadio renovado perdió el SV 98 contra el Admira Wien.
En 1975, la tribuna de asientos antigua fue demolida y reemplazada por una estructura moderna. Esto todavía existe hoy en día y tiene capacidad para unos 4000 espectadores.
Durante los años de excelencia de la Asociación Alemana de Fútbol para asegurar que el estadio fue en 1978 ampliado para una capacidad de 30 000 asientos y 1981 focos tuvo que ser instalado. Esta inversión tuvo un colapso financiero como resultado de la asociación durante mucho tiempo no se recuperó. Por lo tanto, el estadio fue vendido en los años posteriores a la ciudad de Darmstadt.

## Situación actual

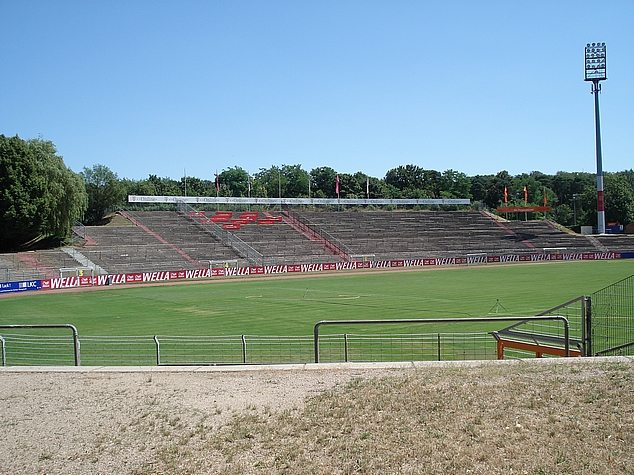
Recta opuesta con el bloque de invitados.

Como resultado de llegar a ser edificios en ruinas (las tribunas generales de admisión se construyeron sobre los escombros de guerra), el estadio de solamente una capacidad de 19.000 espectadores, entre ellos 4.000 asientos cubiertos en las gradas, 400 asientos en la sección de distancia y descubierto 15.000 plazas de pie. Debido a su ubicación cerca de una zona residencial y otros campos de deportes (Böllenfalltor pabellón de deportes y el estadio de la universidad de la Universidad Técnica de Darmstadt) hay en el estadio sólo 400 plazas de aparcamiento disponibles.
Después del ascenso del SV 98 a la 3. Liga de la temporada 2011/12 del estadio se movió de nuevo reforzada en el campo de visión de la ciudad de Darmstadt. Como primera medida para la seguridad y la modernización económica de la Municipalidad de la Ciudad decidió actualizar los focos de 400 a 800 lux. Antecedentes eran ediciones de la DFB para las emisiones de televisión bajo los reflectores.
A principios de octubre de 2012, la ciudad de Darmstadt tuvo que dar como el propietario del estadio, un estudio de viabilidad para la posible construcción de un nuevo estadio o la reconstrucción del estadio existente en orden. El objetivo era crear un concepto de la demanda y la utilización y para discutir la decisión de la cuestión ubicación. En el estudio, permaneciendo se declara admisible en el lugar en el bajo Ramstädter Street. Los resultados detallados del estudio fueron presentados en el verano de 2013: De acuerdo a un escenario para 18.000 espectadores formados, compuesto por cuatro áreas: una tribuna principal (3.900 asientos, incluyendo 800 asientos de negocios y 340 palcos), una postura opuesta con 4.850 asientos (hoy Párese derecho ), una admisión general ventiladores tribuna hogar (curva de corriente en las canchas de tenis), así como una tribuna de cabeza más de 1.800 invitados y 2.000 plazas para los fanes de los fanes de Interior (ahora de pie en la curva en la Puerta de Maratón).
En junio de 2014, el Estado de Hesse aseguró a la ciudad de Darmstadt EUR 10,5 millones a un fondo de compensación en el país. Los fondos se invertirán en la reconstrucción del estadio, según el alcalde Jochen Partsch. Los costos se estiman en 27 millones de euros, de los cuales la ciudad se llevará a € 14 millones. Además, la ciudad ha presentado una solicitud de los deportes de financiación del Estado de Hesse, que también se utiliza para otras actividades en el estadio. Originalmente, la conversión debe ser completada para el inicio de la temporada 2016/17. Sin embargo, la aprobación del proyecto resultó ser referido como más compleja de lo previsto inicialmente. Por lo tanto, desde el comienzo de 2015, la finalización de la reestructuración está dirigida al comienzo de la temporada 2017/2018.
En el verano de 2014, fue fundada en marzo por la ciudad de Darmstadt, Darmstadt Verwaltungs GmbH y Co KG celebrado una medida de modernización preliminar a través con una inversión de 2,2 millones de euros en el estadio para cumplir con las condiciones para una operación de juego ordenado por los artículos de la DFL. Desde la temporada 2015/16 este trabajo de conversión se haría de todas formas los requisitos obligatorios de la 3. Liga. Tras el examen del campo de juego por la desactivación de bombas se llevó a cabo una ampliación del campo de juego y la instalación de un sistema de calefacción de suelo. Además, se ha creado más espacio para la tecnología de televisión y para las rutas de escape para la derivación del estadio. Además, modernizado las instalaciones sanitarias inadecuadas existentes y ampliado y establecer más lugares para los usuarios de sillas de ruedas. Por alteraciones de la capacidad se ha reducido a 16.500 espectadores. De ellos, cerca de 3.500 asientos cubiertos en la tribuna principal, descubrieron 400 invitados para sentarse en la espalda recta y descubrieron 12.600 plazas de pie.

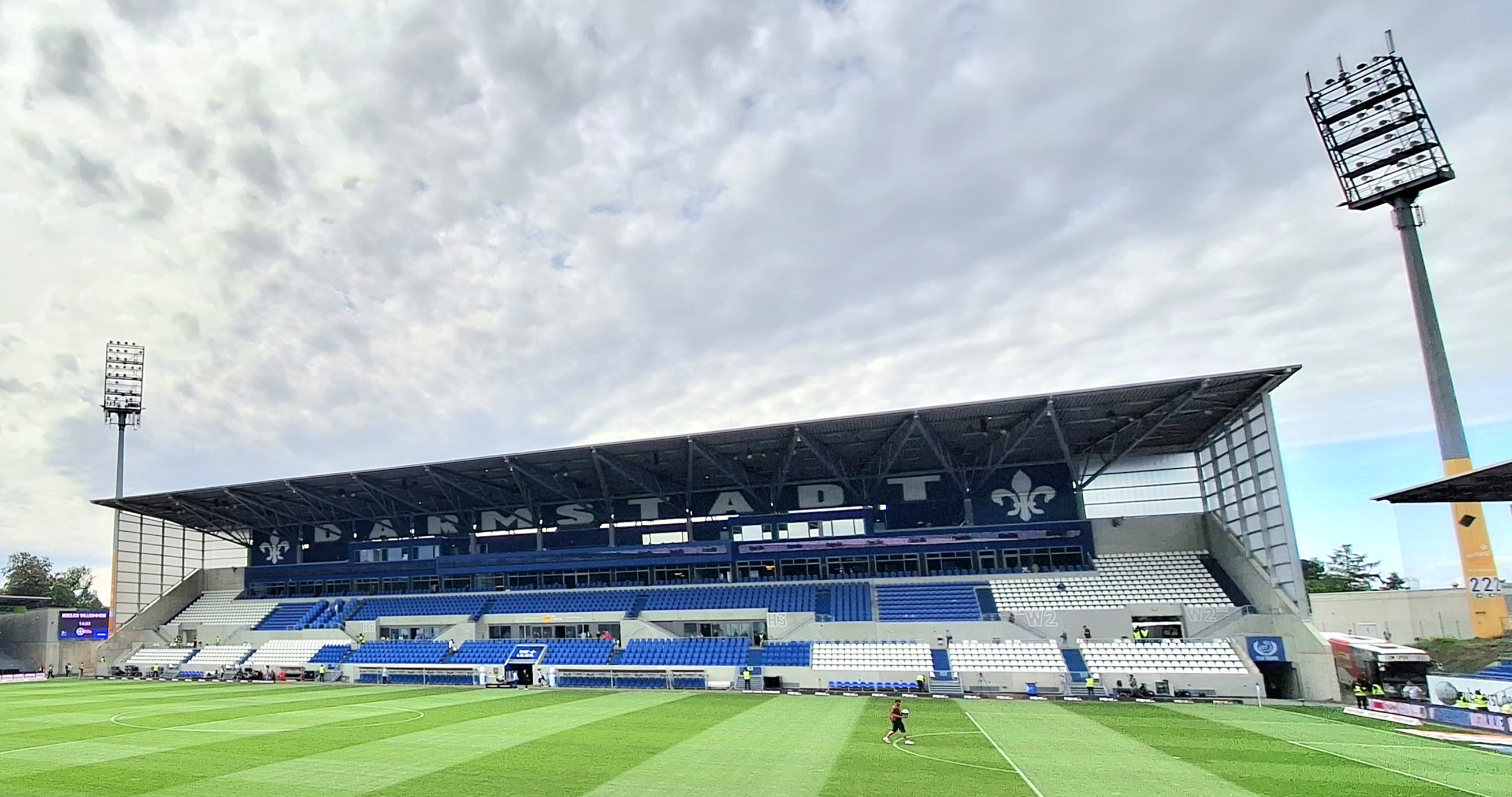

Desde el partido contra el 1860 Múnich el 15 de febrero de 2015, el estadio tiene una pantalla de vídeo moderna de 30 metros cuadrados LED en la que también repeticiones de escenas se pueden mostrar por primera vez. El anuncio de 100.000 euros fue financiado por el patrocinador estadio Merck y también se utilizará en el estadio de nueva construcción.
El 17 de enero de 2018, el presidente del club Rüdiger Fritsch junto con el alcalde de Darmstadt Jochen Partsch, el ministro del interior y deportes de Hesse, Peter Beuth y el planificador general Günter Weyrich, presentaron el proyecto de ampliación del Bölle. El coste de la obra ronda los 28.5 millones de Euros.

## Panorámica

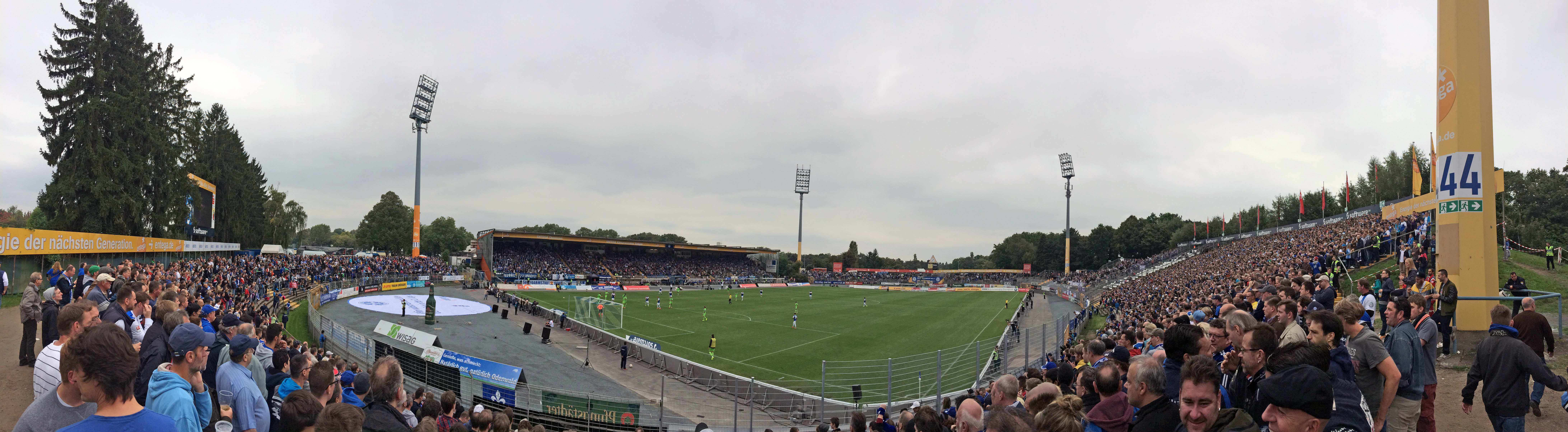
Vista desde la curva sur durante el partido SV Darmstadt 98 – Erzgebirge Aue el 14 de septiembre de 2014.

## Patrocinio
Bajo un patrocinio nombre en la cantidad de 300 000 euros al año por el químico y farmacéutico compañía Merck KGaA en Darmstadt en julio de 2014 cambiaron el nombre del Stadion am Böllenfalltor. El acuerdo entre Merck y la ciudad de Darmstadt como el propietario del estadio está fijado en cinco años.

## Partidos internacionales
| Fecha                    | Equipo local       | Equipo Visitante | Resultado |
| ------------------------ | ------------------ | ---------------- | --------- |
| 11 de septiembre de 2003 | Alemania (Mujeres) | Inglaterra       | 4 : 0     |